# Acrotomodes leprosata
Acrotomodes leprosata är en fjärilsart som beskrevs av W. Warren 1907. Acrotomodes leprosata ingår i släktet Acrotomodes och familjen mätare. Inga underarter finns listade i Catalogue of Life.